# Sadiria erecta
Sadiria erecta är en viveväxtart som först beskrevs av C. B. Cl., och fick sitt nu gällande namn av Carl Christian Mez. Sadiria erecta ingår i släktet Sadiria och familjen viveväxter. Utöver nominatformen finns också underarten S. e. longipetiolata.